# 王澤長
王澤長，CBE，JP（1922年9月19日—1989年9月22日），祖籍廣東潮陽，生於香港，已故香港律師，於1973年至1975年出任香港律師會主席，於1976年至1988年出任香港立法局議員，於1978年至1983年間兼任香港行政局議員。

## 名銜
- 太平紳士
- CBE勳銜
- OBE勳銜